# Gerrit Emmingmann
Gerrit Bernhard Emmingmann, eigentlich Emmingman (* 5. Oktober 1868 in Waldseite, Kreis Grafschaft Bentheim; † nach 1933) war ein deutscher Architekt, der seinen Tätigkeitsschwerpunkt in Berlin hatte. Er war Mitglied des Bundes Deutscher Architekten.

## Leben
Der Sohn eines Steinbruchbesitzers aus der Grafschaft Bentheim studierte Architektur am Polytechnikum in Berlin-Charlottenburg und der École des Beaux-Arts in Paris. Seine weitere Ausbildung erfolgte in Berlin bei Ludwig Hoffmann, Ernst Eberhard von Ihne und Heino Schmieden. Er lebte während seiner Studienzeit 1893 für drei Monate in Amsterdam, bevor er seine Studien in Paris fortsetzte. Nach Ende seiner Ausbildung beschäftigte er sich mit dem Bau von Wohn- und Geschäftsbauten in Amsterdam, Berlin, Kassel und Kołobrzeg. Für das Jahr 1911 (Derfflingerstraße 19) und den Zeitraum von 1924 bis 1934 (Unter den Eichen 127 in Lichterfelde, heute das Eckhaus zum Begonienplatz gegenüber dem Botanischen Garten) lässt sich ein Wohnsitz in Berlin nachweisen.

## Bekannte Bauten und Entwürfe

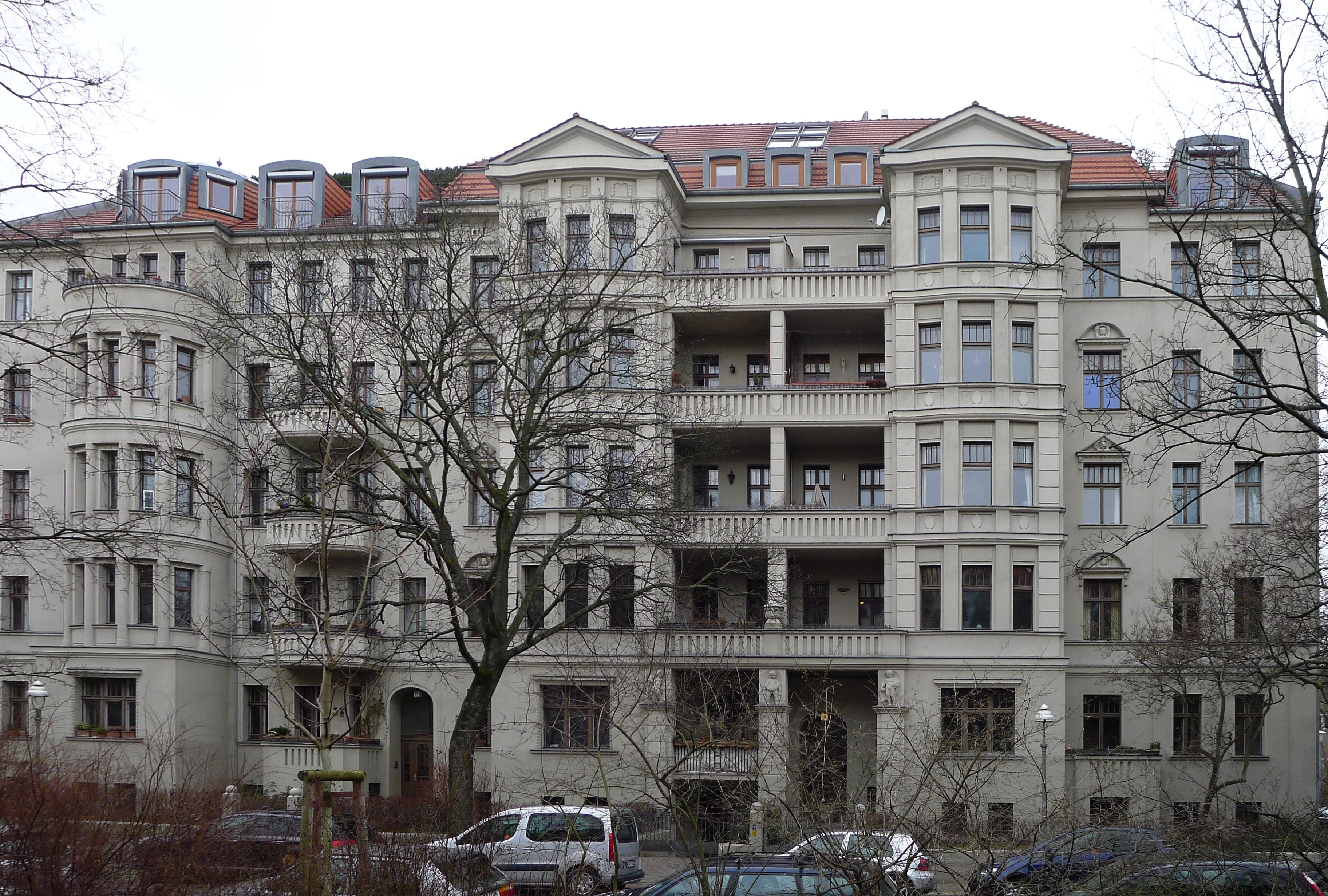
Fontanebogen 16/17, Berlin

- „Koffiehuis met bovenwoningen“ (Kaffeehaus mit darüberliegenden Wohnungen), Van Baerlestraat 96 in Amsterdam (1893.) Das Haus steht rechts neben dem Concertgebouw (Konzertgebäude).
- Teilnahme am Architekturwettbewerb für den Bau eines Konzert- und Gesellschaftshauses in Königsberg (1904) Emmingmann reichte einen mit Regierungsbauführer Georg Petersen entwickelten Entwurf mit dem Titel Festlich ein, der den dritten Preis erhielt.[4]
- Teilnahme am Architekturwettbewerb für den Neubau des Delmenhorster Rathauses (1908). Emmingmann gewann gemeinsam mit Heinz Stoffregen den 1. Preis; Stoffregen erhielt den Bauauftrag mit der Auflage, Emmingmanns Entwurf der Gebäudeaufteilung zu übernehmen.[5]
- Wohnhaus Fontanepromenade 16/17 in  Berlin-Kreuzberg (1911 mit Franz Schinkat; unter Denkmalschutz): Haus Nr. 16 wurde von Schinkat entworfen, Nr. 17 von Emmingmann.[6]